# Jettenbach
Jettenbach là một đô thị thuộc huyện Mühldorf bang Bayern, Đức.